# Доусон, Энди
Э́ндрю Стю́арт (Э́нди) До́усон (англ. Andrew Stuart "Andy" Dawson; род. 20 октября 1978, Норталлертон, Норт-Йоркшир) — английский футболист, левый защитник; тренер. Старший брат другого известного футболиста — Майкла Доусона.

## Карьера
Энди Доусон, воспитанник «Ноттингем Форест», однако в главной команде он сыграл лишь раз, а в чемпионате вообще не выходил на поле, в 1998 году был отдан в аренду в клуб «Сканторп Юнайтед», а затем он решил не продлевать контракт с «Ноттингемом», а заключил со «Сканторпом» 4-летний контракт. 16 мая 2003 года Доусон, уже ставший свободным агентом, подписал контракт с клубом «Халл Сити». Прошёл путь через 4 английских дивизиона вместе с командой. Получил в ней травму в сезоне 2005/06, но смог восстановиться. В сезоне 2006/07 Доусона назвали лучшим игроком сезона в клубе.
В 2015 году завершил карьеру игрока.